# Gustav Mahler Museum
Das Gustav Mahler Museum ist seit 2018 ein dem Andenken des klassischen Komponisten Gustav Mahler gewidmetes Museum in der Hamburger Neustadt.

## Das Museum

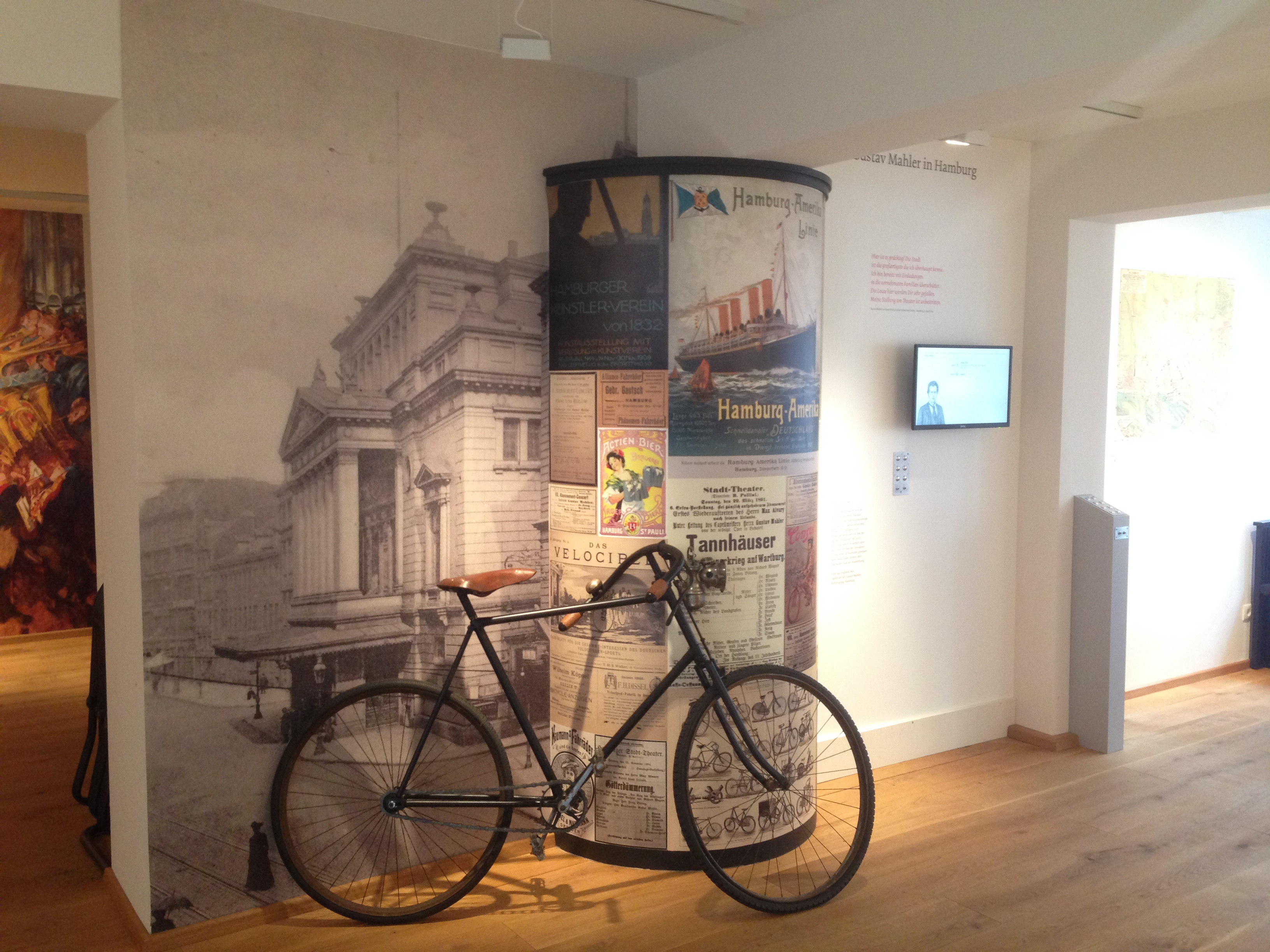

Die Ausstellungsräume des Gustav Mahler Museums befinden sich in einem historischen Gebäude in der Hamburger Neustadt in der Peterstraße, im sog. KomponistenQuartier, und wurden am 29. Mai 2018 eröffnet.
Mahler wirkte von 1891 bis 1897 in Hamburg als Chefdirigent („Erster Kapellmeister“) am Hamburger Stadt-Theater. Das Museum widmet insbesondere seinen Kompositionen dieser Zeit Aufmerksamkeit, darunter dem auf Des Knaben Wunderhorn basierenden gleichnamigen Liederzyklus, sowie Mahlers zweiter Sinfonie (mit dem Beinamen „Auferstehungssinfonie“) und seiner dritten Sinfonie.
Die Exponate des Museums umfassen neben Partituren, Dokumente über Mahlers Korrespondenz mit Kollegen, Familienmitgliedern und Freunden sowie Texte, die seine Beschäftigung mit philosophischen und theologischen Überlegungen von Zeitgenossen und historischen Vorläufern dokumentieren, von denen manche auch in sein kompositorisches Werk Eingang fanden.
Das Gustav Mahler Museum beherbergt einige Ausstellungsobjekte aus der Hamburger Zeit Mahlers, darunter einen Musikautomaten von Welte-Mignon, der Mahlers Kompositionen so wiedergibt, wie sie in Klavierauszügen zur Zeit Mahlers erklangen. Reproduktionen von Plakaten an einer Litfaßsäule kündigen Konzerte seiner Werke an. An der Säule lehnt ein schwarzes Fahrrad aus dem Jahr 1895 mit Handgriffen aus Kork und einer Öllampe zur Beleuchtung. Mahler lernte das Fahrradfahren in Hamburg und wurde ein leidenschaftlicher Radfahrer.
Bei der Einrichtung des Museums wurde der begrenzte Bestand an Originalstücken durch den Einsatz von zahlreichen Multimedia-Geräten teilweise ausgeglichen. Das Museum eröffnete 2018 mit einiger Bau- und Ausstattungsverzögerung.
Auch eine Mahler-Büste des Künstlers Milan Knobloch befindet sich in den Ausstellungsräumen in der Peterstraße, eine andere von demselben Künstler in der nahegelegenen Laeiszhalle („Hamburger Musikhalle“), in der viele von Mahlers Kompositionen zur Aufführung kamen.
Die Mahler Gedenkstätte arbeitet eng mit der ebenfalls in Hamburg ansässigen Gustav-Mahler-Vereinigung zusammen und steht unter der Schirmherrschaft von Thomas Hampson. Auch der Generalmusikdirektor der Hamburgischen Staatsoper, Kent Nagano, gehört zu den Freunden und Förderern des Museums.

## Schwerpunkte, Mahlers Hamburg Bezüge
Das Museum verfügt über Dokumente zum Gesamtschaffen von Mahler, wobei seiner Zeit in Hamburg, die von manchen Fernreisen unterbrochen wurde, besondere Aufmerksamkeit zukommt.
Mahlers Hamburger Jahre waren eine kreative, teilweise aber auch spannungsreiche Zeit für den Komponisten, dessen internationaler Durchbruch als Tonsetzer sich abzeichnete, aber noch nicht vollzogen war. Er sah seiner internationaler Anerkennung mit einiger Gespanntheit und Selbstironie (“sehr unberühmt und sehr unaufgeführt”) entgegen. Und doch wurde seine Zeit in der Hansestadt letztlich das Sprungbrett für seinen weltweiten Ruhm, als ihn die nächsten wichtigen Stationen seiner Karriere nach Wien und New York führten.
Mahlers Arbeitspensum als Dirigent während der Hamburger Jahre war extrem, was häufig nur gedrängte Zeit für seine eigenen Kompositionen, aber auch für die Pflege familiärer und freundschaftlicher Beziehungen ließ.
So dirigierte er allein im Jahr 1892 Wagners Tannhäuser, Siegfried, Die Walküre, Die Meistersinger von Nürnberg, Tristan und Isolde und die Götterdämmerung, Beethovens Fidelio, Mozarts Don Giovanni und Die Zauberflöte, Goetz’ Der Widerspenstigen Zähmung, Rossinis Guillaume Tell, Goldmarks Die Königin von Saba und Bruneaus Le Rêve. Auch leitete er im Beisein Tschaikowskis die deutsche Premiere von dessen Oper Eugen Onegin. Eine Reise im gleichen Jahr führte Mahler über Cuxhaven nach Southampton, von wo er nach London weiterreiste, um dort in den Theatern am Covent Garden und Drury Lane Wagner-Opern zu dirigieren, was ihm bei angelsächsischen Kollegen erhebliche Beachtung eintrug.
Insbesondere die Zweite Sinfonie Mahlers weist verschiedene Hamburg-Bezüge auf. Nach Mahlers eigenem Bekunden, kam ihm die Idee, die biblische Auferstehungs-Theologie zu vertonen bei der siebenstündigen Trauerfeier für Hans von Bülow in der Hamburger St.-Michaelis-Kirche. Die Wahl eines Klopstock-Textes (Auferstehn, ja auferstehn wirst du) als Libretto im 5. Satz wurde von seinem österreichischen Freund Hans Rott mit angeregt. Klopstock war Mitglied der Hamburger Freimaurerloge „Zu den drei Rosen“ und wurde 1803 auf dem Friedhof der Ottensener Christianskirche bestattet.
Auch die erste Aufführung von Händels Messiah Oratorium in Deutschland, einem Werk, dem Mahler großes Interesse entgegenbrachte, hatte 1772 in Hamburg stattgefunden. Die Textfassung der von Carl Philipp Emanuel Bach geleiteten ersten Aufführung in deutscher Sprache (1775) war eine Übersetzung Klopstocks. Ein entferntes musikalisches Echo findet Händels „Halleluja“ Chor in Mahlers in Hamburg überarbeiteten ersten Sinfonie.
Die neuere und zeitgenössische Mahler-Rezeption wird ebenfalls im Gustav Mahler Museum dokumentiert. Hierzu gehören der Einsatz von Mahlers Musik als Filmmusik, z. B. in Luchino Viscontis 1971 erschienenem Film Tod in Venedig sowie die kongenialen Ballettbearbeitungen John Neumeiers zu der Musik Mahlers.
Ein in Zusammenarbeit mit dem Museum und der Gustav-Mahler-Vereinigung entstandener 100 minütiger Dokumentarfilm Auf Mahlers Spuren in Hamburg (2023) von Albrecht J. Schultze und Johannes C. Schmidt führt durch Mahlers Hamburger Zeit mit vielen Interviews mit Protagonisten der Hamburger klassischen Musikszene, u. a. mit Kent Nagano, John Neumeier, Constantin Floros, Peter Ruzicka, Werner Thissen und Elmar Lampson.